# Рюгенське князівство
Рюгенське князівство (нім. Fürstentum Rügen; дан. Fyrstendømmet Rygien; пол. Księstwo Rugijskie) також Руянське князівство, Руян, Ругія (Rugia) — середньовічне данське князівство, що в 1168—1325 роках займало населену ругами територію острова Рюген, невеликих островів навколо та прилеглої материкової частини під управлінням князів династії Віславидів (нім. Wizlawiden). Правителі цього князівства перебували у васальній залежності від королів Данії.

## Передумови

### Руяни (VI—XII століття)
У VI столітті на території острова Рюген оселилося слов'янське плем'я руяни. Докладні документальні свідчення про це плем'я зустрічаються в письмових джерелах, починаючи з X століття. Гельмольд з Босау повідомляв, що плем'ям руян керував князь, чия влада обмежувалася авторитетом жерців. Головне божество, якому вони поклонялися, називалося Святовит (Свентовіт).
Першим відомим в історії князем руян був Віслав (згадується в 955 році), від імені якого династія отримала назву Віславидів. За ним князями руян були Круто (згадується в 1066 році), Гринь (згадується в 1100 році) і Ратислав (згадується в 1038 р.).
У 1123—1124 роках руяни вступили в конфлікт з ободритами, причиною якого була їх відмова виплатити повністю штраф за вбивство сина князя Генріха Ободритського. У 1136 році король Данії Ерік II (король Данії) захопив Аркону, головне місто руян. Він повернув ці землі господарям, але за умови, що ті приймуть християнство, проте дана йому обіцянка не була дотримана. У 1159—1166 роки на землі руян почергово нападали данці і саксонці.

### Прийняття християнства (1168)

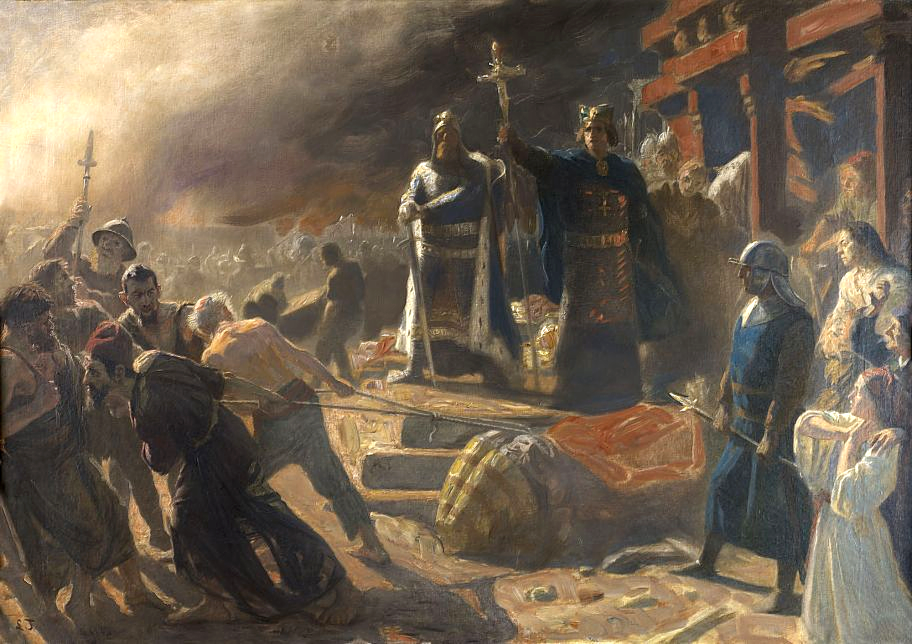
Хрещення Руяна (Ругії)

У 1168 р. король Данії Вальдемар I з благословення архієпископа Роскільде на ім'я Абсалон знову захопив Аркону, головне місто руян, і знищив їх головне капище. Князі руян визнали васальну залежність від правителів Данії. Крім того, вони з усім народом прийняли християнство, і погодилися з умовами договору, за яким, землі на яких був побудований храм, відходили церкві, також у разі війни князі зобов'язалися бути союзниками правителів Данії, щорічно платити їм данину і надсилати заручників.

## Рюгенське князівство

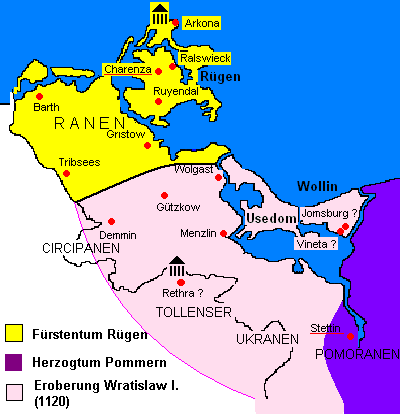
Рюгенське князівство у 1150 р. (позначено жовтою барвою)

Як повідомляє Саксон Граматик, першим князем руян, котрий іменувався князем Рюгена, був Теслав (пом. 1170). Його спадкоємцем був брат Яромар I († 1218), одружений з принцесою Хільдегардою Данською. За правління цього князя на материковій частині князівства з'являються поселенці-германці, які з часом асимілювали місцевих слов'ян.

### XII століття
У 1177 році руяни, разом з данцями, брали участь у нападі на міста Узедом і Волін і графство Гюцков, а в наступному році на міста Вустерхузен і Вольгаст. Після того, як 1181 році Померанське герцогство стало імперським князівством, його правителі вирішили підпорядкувати Священній Римській імперії й Рюгенське князівство. Але в 1184 році флот герцогства був знищений в бухті Грайфсвальд флотом руян, після чого данці знову напали на Узедом і Вольгаст. Таким чином, під владою правителів Данії виявилося все південне узбережжя Балтійського моря аж до 1227 року, коли після поразки в битві під Борнхьоведом данці втратили всі васальні території, за винятком князівства Рюген. В 1185 руяни брали участь з данцям у нападі на землі в гирлі річки Пене і місто Камень.
Після посилення впливу Данії в регіоні князі Рюгена перенесли столицю з Харенца в Ругард (нині в межах міста Берген). Церковна юрисдикція над землями князівства була поділена між єпархіями Роскільде (острівна частина), Звірина та Влоцлавека (материкова частина). На території Рюгенського князівства були засновані абатства Берген (в 1193) і Ельдена (в 1199).

### XIII століття
Після смерті Яромара I в 1218 році на престол князів Рюгена зійшов Барнута, його син від першого шлюбу. Але в 1221 році він відмовився від князювання, і новим князем став його брат Віслав I, одружений з принцесою Маргаритою Шведською. Його наступником став син Яромар II, одружений з принцесою Еуфімією Померанською, від якої мав сина і майбутнього князя Віслава II і дочку принцесу Маргариту Рюгенську.
У цей же час остаточно оформилися бічні родовідні гілки Рюгенського Дому — фон Гріст (нащадки князя Барнути) і фон Путбус (нащадки князя Стоїслава).
Князі Рюгена, що після 1227 року залишилися єдиними васалами правителів Данії в цьому регіоні, продовжували брати участь у спільних військових походах, наприклад, в 1219 році в завоюванні Естонії. Їм також довелося виступити проти короля Данії Хрістоффера I, на стороні архієпископів Лунда і Роскільде в громадянській війні 1259—1260 років, і захопити фортецю Ліллеборг на острові Борнхольм.
У 1235 р. князівство Рюген зайняло половину земель Вольгаста, але в 1250 році був змушений повернути ці землі Померанському герцогству. У 1240 році між князівством і герцогством була остаточно встановлена межа по річці Рік. Після невдалої спроби в 1273 році успадкувати Шлаве-Штольпе, 1275 року князі Рюгена змогли приєднати до своїх володінь Лойц. У 1283 р. князівство уклало союз із вільними містами північної Німеччини.
У XIII ст. на території князівства розгорнулося активне містобудування, що забезпечувалося підсиленим напливом поселенців германців. Першим містом князівства, що отримало автономію, стало в 1234 році місто Штральзунд, що перетворилося на важливий торговий центр. Потім з'явилися міста Барт (в 1255), Дамгартен (в 1258), Рюгенвальде (в 1270) і Грімен (в 1285). Побудоване в 1241 році на кордоні князівства місто Грайфсвальд незабаром потрапило під управління герцогів Померанії.
Разом із будівництвом міст на території князівства тривало зведення церков і монастирів, наприклад, були засновані абатства Нойенкамп (в 1231) і Хідензеє (в 1296). Засноване герцогами Померанії на кордоні абатство Даргун користувалося особливим заступництвом князів Рюгена.

### XIV століття
Після смерті 1302 року Віслава II, під час його візиту до Норвегії, на престол князівства зійшли його сини князі Віслав III і Самбор. Однак Самбор незабаром помер, і з 1304 року його брат став єдиновладним правителем князівства.
Оскільки перший шлюб Віслава був бездітним, король Данії Ерік VI Менвед 1310 року зажадав від свого васала договору успадкування, з вимогою до бічних родовідних гілок княжого Дому фон Путбус і фон Гріст, відмовитися від спадку на користь наступника, якого встановить Данія. У 1316 році данці взяли в облогу місто Штральзунд, але зазнали нищівної поразки. У 1317 році був укладений мирний договір між королем Данії та містом Штральзунд, а князь Віслав III отримав від міста численні привілеї, що поправили матеріальне становище його династії.
У 1319 році Рюгенське князівство денонсувало договір про спадкування, укладений раніше з Данським королівством. Князь Віслав III оголосив своїм наступником племінника з Дому Грифичів, герцогів Померанії. Після смерті князя в 1325 році, обірвалася пряма лінія князів Рюгена з Дому Віславидів. З 1326 р. до 1355 рік, після двох Рюгенських воєн, територія князівства увійшла до складу Померанського герцогства Священної Римської імперії.

## Подальша історія регіону
Данія кілька разів намагалася знову заволодіти Рюгенським князівством, однак, всі ці спроби мали лише тимчасовий успіх. У 1625 році правителі Данії запропонували 150 000 імперських талерів за Рюгенське князівство, але герцоги Померанії відхилили їх пропозицію. Під час Шведсько-Бранденбурзької війни (1675—1679) Кристіан V, король Данії, двічі займав територію князівства, але обидва рази йому довелося відступити. В останній раз князівство перебувало під правлінням Данії з 1715 р. до 1721 року.
Територія князівства зберігала якийсь особливий статус у межах герцогства, а пізніше провінції Померанії. Іноді землі колишнього князівства називали Нойпомерн (Новою Померанією). Сьогодні велика частина цих земель входить до складу районів Передня Померанія — Рюген і Передня Померанія — Грайфсвальд, у федеральній землі Мекленбург-Передня Померанія в Німеччині.

## Список князів

### Руянські князі
- ~955 Віслав
- ~1066 Круто (Cruco, Krut, Krito)
- ~1100 Гринь (Grines, Grimmus)
- ~1138 Ратислав
- 1168—1170 Теслав;
- 1170—1218 Яромар I;
- 1218—1221 Барнута;
- 24 листопада 1221—1249 Віслав I;
- 1249—1260 Яромар II;
- 1260—1302 Віслав II;
- 1303—1325 Віслав III;

### Померанські герцоги
- 1325—1326 Вартислав IV;
- 1326—1368 Богуслав V[ru], Вартислав V, Барнім IV;
- 1368—1372 Вартислав VI, Богуслав VI;
- 1372—1394 Вартислав VI;
- 1394—1415 Вартислав VIII;
- 1415—1432/6 Святобор II;
- 1432/6-1451 Барнім VIII;
- 1451—1457 Вартислав IX;
- 1457—1478 Вартислав X;
- 1474—1523 Богуслав X;
- 1523—1532 Барнім IX